# Ministro de Estado para Europa
El ministro de Estado para Europa fue un nombre que recibía un ministro del Gobierno del Reino Unido, encargado de los asuntos con la Unión Europea.
El ministro es generalmente, formalmente uno de varios Ministros de Estado dentro del Foreign and Commonwealth Office (FCO). A pesar de ser un papel ministerial menor, al titular a veces se le ha conferido el derecho de asistir a las reuniones del Consejo de Ministros, que ocasionalmente se concede a otros ministros a discreción del primer ministro. Esto ocurrió por primera vez cuando Denis MacShane fue reemplazado por Douglas Alexander después de las elecciones generales de 2005, aunque el sucesor de Alexander dejó de tener este derecho. El Ministro de Estado también es responsable de los territorios británicos de ultramar de Gibraltar y las zonas de Acrotiri y Dhekelia en Chipre.
Cuando Chris Bryant ocupó el cargo no se desempeñó como un Ministro de Estado, sino como un Subsecretario de Estado.
En julio de 2016, tras el referéndum sobre la permanencia del Reino Unido en la Unión Europea, David Davis (anteriormente Ministro para Europa de 1994 a 1997) fue nombrado secretario de Estado para la Salida de la Unión Europea, un nuevo gabinete encabezando su propio ministro. El actual ministro es asignado a este nuevo misterio, en lugar de hacerlo bajo la FCO y su nuevo Ministro de Relaciones Exteriores, Boris Johnson.

## Titulares
| Nombre  | Nombre                                                  | Imagen  | Período                 | Período                 | Partido Político | Primer ministro | Primer ministro | Secretario de Exteriores |
| ------- | ------------------------------------------------------- | ------- | ----------------------- | ----------------------- | ---------------- | --------------- | --------------- | ------------------------ |
|         | Douglas Hurd                                            |         | 4 de mayo de 1979       | 9 de junio de 1983      | Conservador      |                 | Thatcher        | Carrington               |
| Pym     | Douglas Hurd                                            |         | 4 de mayo de 1979       | 9 de junio de 1983      | Conservador      |                 | Thatcher        |                          |
|         | Malcolm Rifkind                                         |         | 9 de junio de 1983      | 11 de enero de 1986     | Conservador      | Howe            | Thatcher        |                          |
|         | Lynda Chalker                                           |         | 11 de enero de 1986     | 24 de julio de 1989     | Conservador      | Howe            | Thatcher        |                          |
|         | Francis Maude                                           |         | 25 de julio de 1989     | 28 de noviembre de 1990 | Conservador      | Major           | Thatcher        |                          |
|         | Francis Maude                                           | Hurd    | 25 de julio de 1989     | 28 de noviembre de 1990 | Conservador      |                 | Thatcher        |                          |
|         | Tristan Garel-Jones                                     |         | 28 de noviembre de 1990 | 27 de mayo de 1993      | Conservador      |                 | Major           |                          |
|         | David Heathcoat-Amory                                   |         | 27 de mayo de 1993      | 20 de julio de 1994     | Conservador      |                 | Major           |                          |
|         | David Davis                                             |         | 20 de julio de 1994     | 5 de mayo de 1997       | Conservador      |                 | Major           |                          |
|         | David Davis                                             | Rifkind | 20 de julio de 1994     | 5 de mayo de 1997       | Conservador      |                 | Major           |                          |
|         | Douglas Henderson                                       |         | 5 de mayo de 1997       | 28 de julio de 1998     | Laborista        |                 | Blair           | Cook                     |
|         | Joyce Quin                                              |         | 28 de julio de 1998     | 28 de julio de 1999     | Laborista        |                 | Blair           | Cook                     |
|         | Geoff Hoon                                              |         | 28 de julio de 1999     | 11 de octubre de 1999   | Laborista        |                 | Blair           | Cook                     |
|         | Keith Vaz                                               |         | 11 de octubre de 1999   | 11 de junio de 2001     | Laborista        |                 | Blair           | Cook                     |
|         | Peter Hain                                              |         | 11 de junio de 2001     | 24 de octubre de 2002   | Laborista        | Straw           | Blair           |                          |
|         | Denis MacShane                                          |         | 28 de octubre de 2002   | 11 de mayo de 2005      | Laborista        | Straw           | Blair           |                          |
|         | Douglas Alexander                                       |         | 11 de mayo de 2005      | 8 de mayo de 2006       | Laborista        | Straw           | Blair           |                          |
|         | Geoff Hoon                                              |         | 8 de mayo de 2006       | 27 de junio de 2007     | Laborista        | Beckett         | Blair           |                          |
|         | Jim Murphy                                              |         | 28 de junio de 2007     | 3 de octubre de 2008    | Laborista        |                 | Brown           | Miliband                 |
|         | Caroline Flint                                          |         | 3 de octubre de 2008    | 5 de junio de 2009      | Laborista        |                 | Brown           | Miliband                 |
|         | Glenys Kinnock                                          |         | 5 de junio de 2009      | 13 de octubre de 2009   | Laborista        |                 | Brown           | Miliband                 |
|         | Chris Bryant Subsecretario de Estado para Europa y Asia |         | 13 de octubre de 2009   | 12 de mayo de 2010      | Laborista        |                 | Brown           | Miliband                 |
|         | David Lidington                                         |         | 12 de mayo de 2010      | 14 de julio de 2016     | Conservador      |                 | Cameron         | Hague                    |
| Hammond | David Lidington                                         |         | 12 de mayo de 2010      | 14 de julio de 2016     | Conservador      |                 | Cameron         |                          |
|         | Alan Duncan                                             |         | 15 de julio de 2016     | 22 de julio de 2019     | Conservador      |                 | May             | Secretario del Brexit    |
| Davis   | Alan Duncan                                             |         | 15 de julio de 2016     | 22 de julio de 2019     | Conservador      |                 | May             |                          |
|         | Christopher Pincher                                     |         | 25 de julio de 2019     | en el cargo             | Conservador      |                 | Johnson         |                          |